# Catopsis juncifolia
Espèce
Synonymes
- Catopsis lundelliana L.B.Sm.

Catopsis juncifolia est une espèce de plantes à fleurs de la famille des Bromeliaceae, présente en Amérique centrale.

## Synonymes
- Catopsis lundelliana L.B.Sm.

## Distribution
L'espèce est présente au Mexique (Veracruz) au Guatemala, au Belize, au Costa Rica, au Nicaragua et au Panama. 

## Description
L'espèce est épiphyte.